# Excelsior Rotterdam (féminines)
Pour les articles homonymes, voir Excelsior.
Maillots
Actualités
La section féminine de l'Excelsior Rotterdam, est une équipe de football féminine de Rotterdam aux Pays-Bas, créée en 2017, issue de la collaboration du club Excelsior Rotterdam et d'un club local, le BVV Barendrecht.

## Histoire
Le BVV Barendrecht jouait déjà auparavant dans les catégories supérieures. Pour avoir un grand club féminin à Rotterdam, il fusionne en 2017 avec le club d'Excelsior Rotterdam permettant ainsi d'être admis en première division néerlandaise. Il utilise les installations du club de Barendrecht pour les entraînements et les matchs, et le stade Stadion Woudestein à Rotterdam pour certains matchs.
Dans sa première saison 2017-2018, qualifiée de préparatoire, le club termine dernier du championnat, sans aucune victoire lors de la saison régulière.